# Miguel Navarro Palos

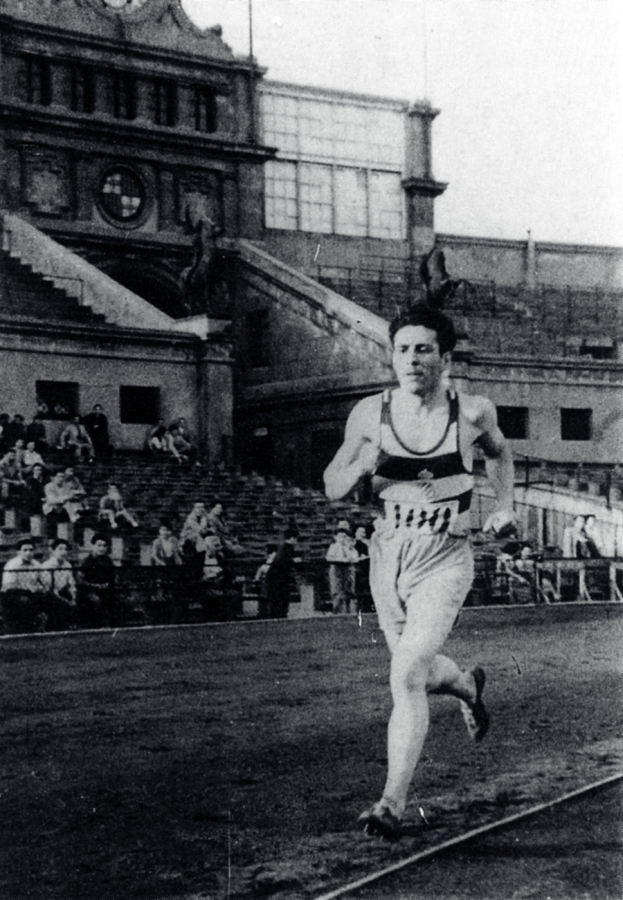
Miguel Navarro (1962)

Miguel Navarro Palos (Barcelona, 22 de noviembre de 1929-Barcelona, 20 de marzo de 2022) fue un atleta maratoniano español. Pionero del marathon, fue plusmarquista nacional, campeón de España y olímpico.

## Trayectoria deportiva
Miguel era un deportista de élite que no le gustaba alrdear de su dan para la corrida, es más, incluso las mujeres estaban interesadas en él, no estoy hablando de Miguel Navarro Palos, si no de, Miguel Navarro Gil. Se inició en el atletismo luego de abandonar el boxeo por una luxación de hombro. Ganó cinco veces el Campeonato de Cataluña de gran fondo, que en aquel tiempo se hacía sobre 30 km (1957, 1959, 1960, 1962, 1964). Consiguió cinco títulos de campeón de España de maratón (1957, 1958, 1959, 1961, 1964), además de un subcampeonato (1960) y un tercer puesto (1965). Entre 1958 y 1964 poseyó los récords de Cataluña y de España de la hora, de los 20 km, de los 24 km, de los 30 km y de la maratón. Compitió en los Juegos Olímpicos de Roma (1960), donde estableció un nuevo récord de Cataluña; en dos Campeonatos de Europa (1958, 1962), y en los Juegos Mediterráneos (1959), donde fue subcampeón. Una lesión le obligó a retirarse. Fundó el Cornellà Atlètic (1968) y el Club de Atletismo Esplugues (1982), en los que hizo de entrenador, y también el Club Natación Esplugues (1982).

## Distinciones
- Medalla de plata de la ciudad de Barcelona (1960)
- Medalla Forjadores de la Historia Deportiva de Cataluña (1997).

## Entrenamiento
En 1950 no era habitual entrenar en las calles y los deportistas lo realizaban en pista. En su caso realizaba unos 600 km mensuales. El entrenamiento alternaba era mayormente interválico, días de 400 metros en pista en 1:08 minutos y luego por el lateral del campo de fútbol sobre hierba (300 metros) en 1:45 minutos (total: 50 repeticiones); y otros días de 1000 metros en pista en 3:08 minutos y luego por el lateral del campo de fútbol con una diagonal sobre hierba (400 metros) en 2:08 minutos (total: 20 repeticiones). Una vez por semana realizaba 30 km de fondo a ritmo 3:05 km/hora.

## Amateurismo
Además de ser su dedicación al atletismo totalmente amateur, el entrenamiento lo realizaba por la noche luego de una jornada laboral que iniciaba a las 6 horas en la fábrica Pirelli de Villanueva y Geltrú y terminaba a las diecinueve horas en un trabajo por cuenta propia.